# Festival Berlioz
Das Festival Berlioz ist ein internationales Sommerfestival klassischer Musik, das alljährlich Ende August in der französischen Stadt La Côte-Saint-André, der Geburtsstadt des Komponisten Hector Berlioz, abgehalten wird. Das Festival zieht die größten national und international anerkannten Orchester an, die bedeutende Werke der sinfonischen Musik aus dem romantischen Repertoire zur Aufführung bringen. Das Festival Berlioz veranstaltet in der Stadt und ebenso in der Umgebung zahlreiche Konzerte, Kammermusiken, zeitgenössische Installationen, Liederabende, Musiktheater und anderes.
Der Hauptveranstaltungsort ist der Schlosshof Ludwigs XI., der so einzigartig ausgestattet wird, dass das Publikum auch bei schlechtem Wetter geschützt ist und verbindet in dieser Weise die akustischen Qualitäten eines Konzertsaals mit dem Flair einer Open-Air-Veranstaltung.

## Geschichte

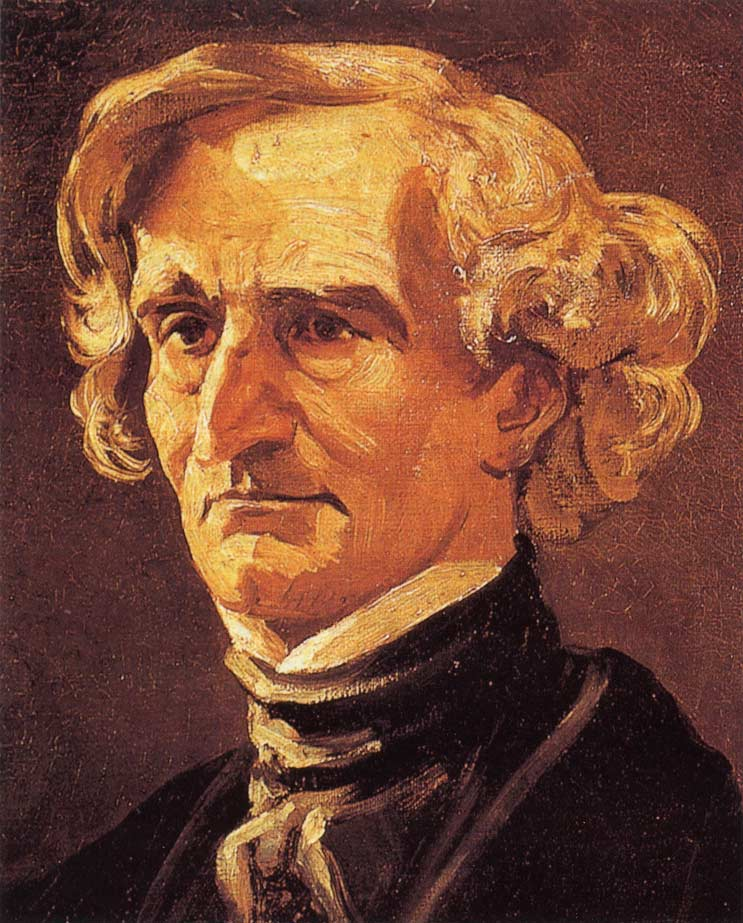
Hector Berlioz

### Der Ursprung: Hector Berlioz und das Festival
Berlioz prägte und formte den Begriff des Festivals zumindest mit. Ab den 1830er Jahren organisierte er eine Reihe musikalischer Großveranstaltungen an einem Ort und zu einem Thema, die er selbst als festivalesque – eine Wortschöpfung von ihm – bezeichnete. Unter anderem berichtet er in seinen Erinnerungen von diesen Tagen, die oft in große Bankette mündeten.

### 1979–1996 Serge Baudo: Die Anfänge
Bereits vor der Gründung des Festivals wurde die Musik des Komponisten regional gefeiert. 1930 kam in der mittelalterlichen Markthalle die Oper La damnation de Faust mit der Unterstützung des späteren französischen Präsidenten Édouard Herriot, zu der Zeit Bürgermeister von Lyon, und unter anderem auch des Dramaturgen und Dichters Paul Claudel zur Aufführung. Ab 1950 fanden regelmäßig Konzerte zu Ehren des romantischen Komponisten in La-Côte-Saint-André statt.
Das Festival entstand 1979 in Lyon unter Federführung von Serge Baudo, dem Dirigenten des Orchestre National de Lyon. Der langjährige Chef der Pariser Oper und international gefragte Dirigent verschiedener Orchester, der für seine Interpretation französischer Musik weltweit anerkannt war, brachte dem Interesse am Werk des Komponisten Berlioz großen Aufschwung, auch außerhalb seines Geburtslandes. 1987 realisierte und dirigierte er eine Aufsehen erregende ungekürzte Fassung der Oper Les Troyens. Die Festivalleitung hatte er bis 1989 inne.
In La-Côte-Saint-André fand das Festival erstmals im Jahr 1994 statt, die Leitung der Organisation des Festivals hatte jetzt Senator Jean Boyer inne, die künstlerische Leitung oblag von 1994 bis 1996 Alain Picard.

### 1997–2008 Bernard Merlino: Die Phase der Festigung
In die Amtszeit von Bernard Merlino fiel die Feier des 200. Geburtstages von Hector Berlioz im Jahr 2003.
Auf die Initiative Merlinos wurde das Schloss Ludwigs XI. der Hauptveranstaltungsort der symphonischen Konzerte des Festivals, das eine technische Fortentwicklung erfuhr. 2003 verfügte der Schlosshof über 1500 Plätze und eine Bühne von 20 m Breite und 16 m Tiefe, ausgestattet mit einer modularen Konzertmuschel, die größte Orchester und Ensembles fassen kann. 2005 wurde ein einzigartiger Wetterschutz für Publikum und Musiker maßangefertigt.
2004 wurde die Organisation des Festivals der Agence Iśeroise de Diffusion Artistique, AIDA, übertragen, einer subventionierten Kulturförderungsagentur des Département Isère, sowie den Kommunen La-Côte-Saint-André und der Gemeinschaft der Kommunen des Pays de Biève-Liers.
Im Zeitraum von zwölf Jahren hatte das Festival internationale Gastdirigenten von Mstislav Rostropowitsch über Michel Plasson bis hin zu Emmanuel Krivine.

### Seit 2009 Bruno Messina: Aufbruch und Erneuerung
Das Jahr 2009 stellte einen Wendepunkt in der Festivalgeschichte dar. Bruno Messina löste Bernard Merlino in der künstlerischen Leitung ab. Aus Nizza stammend, ausgebildet als klassischer und Jazz-Musiker, war der Direktor des Maison de la Musique in Nanterre eine Leuchtturmfigur der zeitgenössischen Musik. Messina betätigte sich ebenso als Forscher der Ethno-Musikwissenschaft und der Musikgeschichte. Ab 2009 konnte das Festival von seiner Leidenschaft für die traditionelle Musik weltweit ebenso profitieren wie von seinem Talent, zwischen der klassischen und der Popularmusik Brücken zu schlagen. Damit begann für das Festival ein neuer, kreativer wie ambitionierter Versuch, dem Werk von Berlioz neue Seiten abzugewinnen.
Um die klassische Musik für alle populär und zugänglich zu machen, erfand Messina neue Konzertformen, wie die Reihe Unter Hectors Balkon, deren Konzerte im Garten des Geburtshauses von Hector Berlioz kostenlos abgehalten wurde, ebenso Kinovorführungen, Lesungen, Wanderkonzerte und Straßen-Spielmannszüge. 2011 vereinigte der Spielmannszug Fanfare de la touffe 50 Musiker im Alter von acht bis 88 Jahren auf den Straßen von La-Côte-Saint-André. Zu den neuen Erlebnisformen zählten auch gastronomische Ereignisse, Bankette wie zu Berlioz’ Zeiten.
Seit seiner Übernahme suchte Messina vielfach neue Zusammenarbeit auf künstlerischer Ebene. Gemeinsam mit dem Orchester  Les Siècles und seinem Dirigenten François-Xavier Roth schuf er 2010 das Jeune Orchestre Européen Hector Berlioz, eine Orchesterakademie für besonders begabte Studenten und Berufsanfänger im Alter von 18 bis 30 Jahren, das zur Hälfte mit Musikern des Orchesters Les Siècles besetzt ist. Am Ende der Ausbildung bietet dieses Ensemble jedes Jahr den Akademie-Teilnehmern die Möglichkeit, beim Abschlusskonzert des Festivals mit aufzutreten. 2009 begann die Zusammenarbeit mit dem Palazzetto Bru Zane (Zentrum für französische romantische Musik in Venedig), das sich die Wiederentdeckung von musikalischem französischem Kulturerbe des 19. Jahrhunderts zur Aufgabe gemacht hat. Einen anderen Weg, sich dem Komponisten zu nähern, stellen außerdem die Publikationen seiner Schriften dar, darunter Mémoires (Erinnerungen) 2010, Les Grostesques (Die Grotesken) 2011 und Les Soirées de l’Orchestre (Die Abende des Orchesters) 2012.
Seit Messina steht das Festival außerdem in jedem Jahr unter einem neuen Thema:
- Berühmter Berlioz und seine Kompositionen, seine Inspirationen, seine Zeitgenossen, seine Nachwelt, seine Schriften (2009)
- Berlioz und die Romantiker (2010)
- Berlioz, Liszt und der Teufel (2011)
- Berlioz und Italien – ein römischer Karneval (2012)
- Berlioz, der Orchestermensch (2013)
- Berlioz in Amerika, zur Zeit der industriellen Revolution (2014)
- Berlioz auf den Spuren Napoleons (2015)